# Inneres Holstentor

Das innere Holstentor um 1552; Rekonstruktion nach der Darstellung in der Lübecker Stadtansicht des Elias Diebel

Stadtseite und Grundriss des inneren Holstentors vor dem Abriss 1794

Das innere Holstentor war der älteste Torbau der Holstentoranlage in Lübeck.

## Standort
Das innere Holstentor befand sich auf dem stadtseitigen Ufer der Trave am Ende der Holstenstraße. Es sicherte als Teil der Lübecker Stadtmauer den Zugang zur Stadt von Westen her, der hier über die spätestens 1216 errichtete Holstenbrücke und zuvor wahrscheinlich über eine natürliche Furt erfolgte. Der Name des Tors leitete sich davon ab, dass dort die Wege ins Holsteinische begannen.

## Geschichte
Da die Holstenbrücke 1216 bereits bestand, ist es sehr wahrscheinlich, dass zu dieser Zeit auch bereits ein Torbau existierte. In den erhaltenen und überlieferten Dokumenten findet sich jedoch kein Beleg hierfür.
1376 wird das Holstentor zum ersten Mal in einem Schriftstück erwähnt: In dem selben Jahre da ward gebaut das Holstentor neu. Die Tatsache, dass das Tor ausdrücklich neu erbaut wird, zeigt, dass es einen Vorgängerbau gab, der nun ersetzt wurde, von dem aber absolut nichts bekannt ist.
In der Folgezeit schweigen die Quellen wieder weitgehend, was auch den Bedeutungsverlust des Bauwerks nach Fertigstellung des imposanten mittleren Holstentors 1478 und dem späteren weiteren Ausbau der Toranlage durch zusätzliche vorgelagerte Tore und Befestigungswälle widerspiegelt.
Am 11. September 1773 stellte der Lübecker Bauhof in einem Gutachten fest, dass das Gewölbe der Tordurchfahrt marode war und zerfiel, weswegen es entfernt und vollkommen neu gemauert werden musste.
1794 wurde das Tor, für das kein Nutzen mehr bestand, abgebrochen und durch ein Gittertor ersetzt, das seinerseits 1828 ersatzlos entfernt wurde.

## Erscheinungsbild
Es existiert keinerlei Beschreibung oder Bilddokument, das Aufschluss darüber gibt, wie das innere Holstentor vor der Mitte des 16. Jahrhunderts aussah. Erst die Stadtansicht des Elias Diebel aus dem Jahre 1552 zeigt – dank des ungewöhnlichen Umgangs mit der Perspektive – das Tor am unteren Ende der Holstenstraße. Es handelt sich zu dieser Zeit um einen Torturm mit Fenstern oberhalb des Torbogens im Mittelstockwerk, vorkragender hölzerner offener Galerie und runden Ecktürmchen im Obergeschoss sowie einem Walmdach. Wann das Bauwerk diese Gestalt erhalten hat, lässt sich nicht mehr ermitteln.
Zu einem nicht mehr feststellbaren Zeitpunkt, vermutlich im 17. Jahrhundert, änderte das innere Holstentor sein Aussehen: Die Stadtansichten des 18. Jahrhunderts zeigen ein viel einfacheres, niedrigeres Bauwerk mit einem einzigen Geschoss geringer Höhe unmittelbar über der Tordurchfahrt und einem schlichten Walmdach. Eine 1794 vor dem Abriss angefertigte Bauaufnahme bestätigt diese Darstellungen: Über dem Torbogen befand sich ein einfaches Fachwerkgeschoss. Vermutlich
hatte man den Torturm bis auf den Stumpf mit der Durchfahrt abgetragen und das Fachwerkgeschoss dann aufgesetzt. Die Bauaufnahme von 1794 zeigt auch, dass an die Südseite des Tors unter Einbeziehung der alten Stadtmauer das Zöllnerhaus angebaut war; auch an der Nordseite schloss sich noch die mittelalterliche Stadtmauer an. Das Geschoss über der Tordurchfahrt gehörte zur Dienstwohnung des Zöllners.
Beim Abriss des inneren Holstentors blieb das Zöllnerhaus zunächst erhalten. Es wurde erst 1828 zusammen mit dem Gittertor abgebrochen, wobei man auch das anschließende verbliebene Stück Stadtmauer beseitigte.